# Cluster

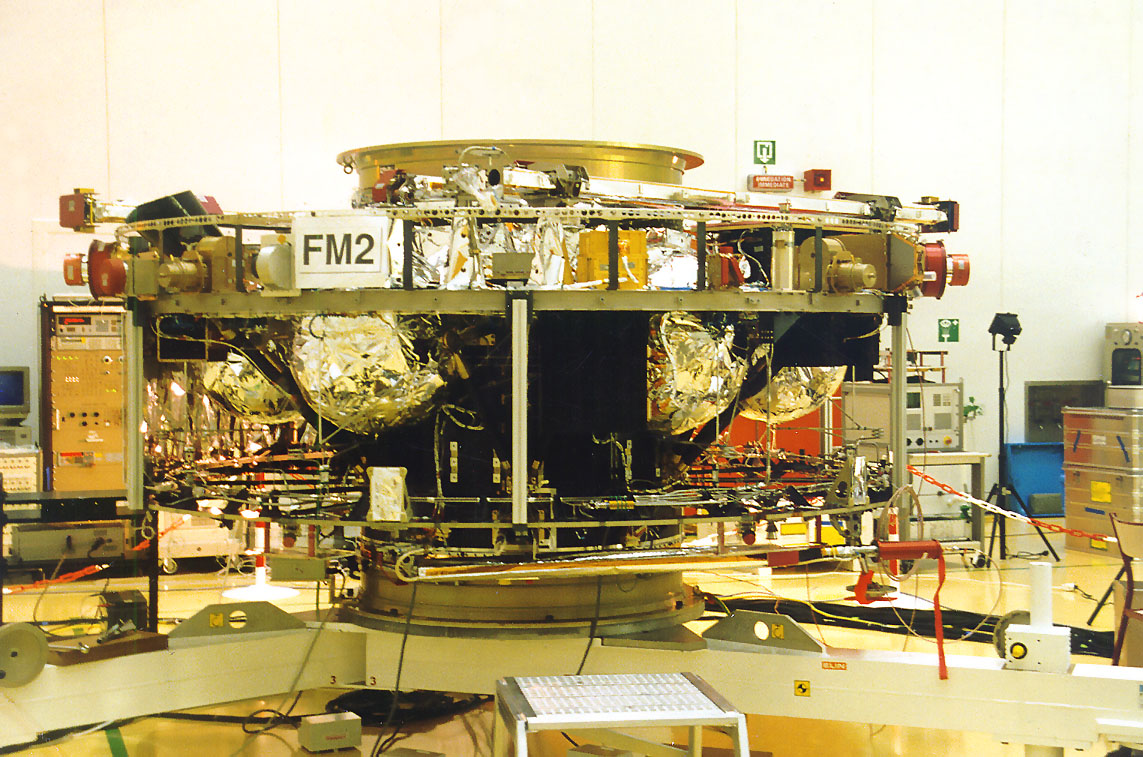
Satelita Cluster FM2 podczas testów

Cluster – bezzałogowa misja naukowa sond Europejskiej Agencji Kosmicznej (ESA), której celem jest dokładne zbadanie ziemskiej magnetosfery oraz jej interakcji z wiatrem słonecznym, która tworzy tzw. pogodę kosmiczną. 
W jej skład wchodzą cztery bliźniacze satelity o nazwach Rumba, Salsa, Samba i Tango. Dzięki temu, że poruszają się one w formacji tworzącej czworościan, naukowcy otrzymują dokładne dane, pozwalające analizować zjawiska w trzech wymiarach.
Pierwsze cztery satelity Cluster zostały stracone w czasie nieudanego startu rakiety nośnej Ariane 5, 4 czerwca 1996. 
Ich następcy (w ramach misji Cluster II) zostali pomyślnie wyniesieni na orbitę okołoziemską 16 lipca 2000 (Salsa i Samba) oraz 9 sierpnia 2000 (Rumba i Tango) na pokładzie rakiet Sojuz z górnym stopniem Fregat. Starty nastąpiły z kosmodromu Bajkonur w Kazachstanie. Satelity poruszają się po silnie wydłużonych orbitach eliptycznych z okresem obiegu 57 godzin.
Początkowo misja miała trwać od lutego 2001 do grudnia 2005, jednak została przedłużona do grudnia 2009, a następnie do 2012, 2014 i 2016 roku. Według obecnych planów misja potrwa do końca 2018.

## Instrumenty
1. FGM (Fluxgate Magnetometer)
2. EFW (Electric Field and Wave experiment)
3. STAFF (Spatio-Temporal Analysis of Field Fluctuation experiment)
4. WHISPER (Waves of High Frequency and Sounder for Probing of Density by Relaxation)
5. WBD (Wide Band Data receiver)
6. DWP (Digital Wave Processing instrument)
7. EDI (Electron Drift Instrument)
8. ASPOC (Active Spacecraft Potential Control experiment)
9. CIS (Cluster Ion Spectroscopy experiment)
10. PEACE (Plasma Electron and Current Experiment)
11. RAPID (Research with Adaptive Particle Imaging Detectors)

## Ważniejsze dokonania

### 2003
- 17 sierpnia – pierwsze pomiary pola magnetycznego podczas rekombinacji dla małych obszarów (dla bardzo dużej rozdzielczości przestrzennej).